# Лига перепуганных мужчин
«Лига перепуганных мужчин» (англ. The League of Frightened Men) — второй роман Рекса Стаута из цикла произведений о Ниро Вульфе. 

## Сюжет
В своё время ученики колледжа подшутили над своим другом Полом. Шутка вышла из-под контроля, и Пол стал инвалидом. Спустя годы все студенты, в том числе и Пол сделали неплохие карьеры. Пол Чапин стал известным писателем, его книги имеют бешеный успех. Однако вскоре двое из виновных в инвалидности Пола умирают — один упал с обрыва, другой отравился снотворным. Первое было признано несчастным случаем, второе — самоубийством, но бывшие студенты получают от Чапина стихи, в которых он намекает, что это он убил обоих. Испуганные мужчины обращаются за помощью к Ниро Вулфу.